# Pischelsdorf am Kulm
Pischelsdorf am Kulm – gmina targowa w Austrii, w kraju związkowym Styria, w powiecie Weiz. Liczy 3632 mieszkańców (1 stycznia 2016).